# Rozea pterogonioides
Rozea pterogonioides là một loài Rêu trong họ Entodontaceae. Loài này được (Harv.) A. Jaeger miêu tả khoa học đầu tiên năm 1878.